# Gura Lalei, Suceava
Cătunul Gura Lalei este o localitate din cadrul comunei Cârlibaba, situată în județul Suceava la confluența dintre râurile Bistrița Aurie și Râul Lala.

## Hărți
- Munții Rodnei  Arhivat în 22 iulie 2020, la Wayback Machine.
- Munții Suhard  Arhivat în 16 decembrie 2009, la Wayback Machine.